# Pier-Luc Lasalle
Pour les articles homonymes, voir Lasalle.
Pier-Luc Lasalle, né en 1982 à Hull, est un comédien et dramaturge québécois.

## Biographie
Diplômé du programme d'écriture dramatique de l'École Nationale de Théâtre du Canada, il élabore depuis lors une œuvre théâtrale marquée par une étude de l'être humain contemporain aux prises avec les stéréotypes sociaux et les diktats de la publicité. Le Chant des corbeaux, sa première pièce, remporte le prix de la création de l'Égrégore en 2001.  Construction, montée au Théâtre du Rideau Vert en 2008, présente des banlieusards insatisfaits d'un mode de vie qui les dépersonnalise.  Judith aussi, pièce lauréate des Journées de Lyon des auteurs de théâtre 2010 et en lice pour le Prix du Gouverneur général 2011, s'attaque à l'immixtion sournoise de la publicité dans l'espace public et à son emprise sur les comportements des individus.  L'Anatomie du chien est montée au Théâtre d'Aujourd'hui en janvier 2012.
Pier-Luc Lasalle a aussi joué sur scène, notamment dans Marguerite, pièce jeune public, mise en scène par Jasmine Dubé.
Pier-Luc Lasalle est en couple et a trois enfants.

## Œuvres théâtrales
- Le Chant des corbeaux (2001)
- Pour en finir avec... Feydeau
- La Vie des tamagotchis
- Construction (2005)
- L'Anatomie du chien (2006)
- La Croisées des chemins, pièce jeune public (2005-2009)
- Judith aussi, Paris, Éditions Théâtrales, 2010 [ (ISBN 978-2-8426-0416-5)]

## Honneurs
- 2001 : Prix de l'Égrégore pour Le Chant des corbeaux
- 2010 : Prix des Journées de Lyon des auteurs de théâtre (France) pour Judith aussi
- 2011 : Finaliste au Prix du Gouverneur général du Canada pour Judith aussi

## référence
1. ↑  « Pier-Luc Lasalle », sur cead.qc.ca (consulté le 8 octobre 2023).
2. ↑  « Les journées de Lyon des auteurs de théâtre », sur auteursdetheatre.org via Internet Archive (consulté le 5 avril 2024).
3. ↑  « canadacouncil.ca/nouvelles/com… »(Archive.org • Wikiwix • Archive.is • Google • Que faire ?).
4. ↑  « L'anatomie du chien », sur qc.ca (consulté le 26 août 2020).